# Civilization II
Civilization II — відеогра жанру покрокової стратегії, розроблена і видана компанією MicroProse у лютому 1996 року для ПК і пізніше для PlayStation. Друга гра серії Civilization. У 2002 році Atari (власник Microprose в той час) повторно випустила гру для нових операційних систем, таких як Windows 2000 і Windows XP.

## Ігровий процес

### Основи
Civilization II розвиває ідеї Civilization, зокрема має зміни в юнітах, доступних цивілізаціях, чудесах світу та технологіях. Графічний вигляд гри було вдосокналено: замість виду згори використовується ізометрична проєкція. Річки більше не займають окрему клітину карти; замість цього, вони є частиною кожної клітини, додаючи продуктивну цінність, захисні бонуси і можливість пересування. Був поліпшений штучний інтелект, а саме зменшення випадкових подій з боку комп'ютера та до гравця-комп'ютера висуваються такі ж вимоги щодо виробництва, як би це був справжній гравець.
Основу кожної цивілізації складають міста, де можна будувати споруди і замовляти колоністів, інженерів чи війська.
У грі представлені нові концепції, такі як вогнева міць та очки здоров'я юнітів, а також зміни їхніх властивостей. Наприклад, інженерів можна автоматизувати задля поліпшення прилеглих районів і водночас уникання військ супротивника. Додалися кілька нових юнітів, наприклад стелс-літаки. В міру розвитку настають нові епохи, при яких змінюється вигляд міст і юнітів. Разом з тим гра має багато умовностей, зокрема відсутність строгої послідовності в науці. До прикладу, цивілізація може вивчити генну інженерію, не знаючи математики.
Гравець має можливість отримувати поради «Вищої ради». До складу Ради входять спеціалісти економічного, військового, наукового, дипломатичного напрямків. Дуже часто члени «Вищої ради» сперечаються між собою з приводу вибору пріоритетів гравця.
Існують два шляхи до перемоги: підкорити усі інші цивілізації або побудувати космічний корабель і дістатися до найближчої зірки Альфи Центавра. Космічна гонка може бути набагато складнішою, тому що існує певна кількість кроків, обмежена 2020 роком. Якщо космічний корабель не досягає Альфи Центавра на той час, гра буде просто закінчена з поточним рахунком очок. Гравець може продовжити гру після того, як всі цивілізації були завойовані, космічний корабель досяг свого призначення, або після 2020 року, але підрахунку ігрових очок далі не відбуватиметься. Чим швидше гравець перемагає інші цивілізації або будує космічний корабель, тим більше очок отримує. Ці можливості дозволяють грати в Civilization II нескінченно.
Система підрахунку очок вимірює продуктивність гравця в кінці кожної гри. Населення суттєво впливає на виграш, оскільки кожен щасливий громадянин вносить два бали, кожен звичайний громадянин вносить один бал, і кожен нещасний громадянин вносить нуль балів. Це означає, що більша кількість населення дає кращі результати. Гравці можуть збільшити кількість розкоші до максимуму (в залежності від їх типу уряду) прямо перед самим кінцем гри, щоб збільшити лояльне населення, яке збільшує їхні оцінки. Крім того, кожне чудо світу, яке належить гравцеві, також додасть 20 балів до кінцевого рахунку. Кожен квадрат із забрудненням навколишнє середовище віднімає десять балів. Проміжок часу поки був мир (не було збройного конфлікту або війни) до кінця гри також додає три бали за хід (максимально 100 балів) і якщо гравець виграв за допомогою космічного корабля, додаткові бали будуть винагороджені, виходячи з кількості людей, які досягли Альфи Центавра живими. Остаточний рахунок також залежить від рівня складності штучного інтелекту (вибирається на самому початку гри). Чим вищий рівень, тим більше балів. Також наприкінці гри учасникам присвоюються титули. Найкращі з них включають слова «хоробрий», «великий», а переможцю дістається титул «чудовий».

### Цивилизації
| - Америка (Авраам Лінкольн, Елеонора Рузвельт) - Ацтеки (Монтесума, Наска) - Вавилонія (Хамурапі, Іштар) - Карфаген (Ганнібал, Дідона) - Кельти (Кунобелін, Боудіка) - Китай (Мао Цзедун, У Цзетянь) - Єгипет (Рамзес II, Клеопатра VI) | - Англія (Генрих VII, Єлизавета) - Франція (Людовік XIV, Жанна д'Арк) - Германія (Барбаросса, Марія Терезія) - Греція (Александр, Іпполіта) - Індія (Махатма Ганді, Індіра Ганді) - Японія (Токугава, Аматерасу) - Монголія (Чингісхан, Борте) | - Персія (Ксеркс, Шахерезада) - Рим (Цезар, Лівія) - Росія (Петро I, Катерина II) - Іспанія (Філіп II, Ізабелла) - Сіу (Сидячий бик, Сакаджавея) - Вікінги (Кнут, Гунхільда) - Зулуси (Шака, Шакала) |  |

## Розробка
Civilization II розробили Брайан Рейнольдс, Дуглас Кеспіан-Кауфман і Джефф Бріггс. Робоча назва гри була «Civilization 2000».
Гра була перевидана в 1997 році як Civilization II: Multiplayer Gold Edition, в комплекті з якою були додані варіанти мережевої гри та режим HotSeat, а також особливо налагоджений штучний інтелект. Всі музичні треки, які були в первісному випуску Civilization II видалені, проте — лише деякі з «нових» залишилися. Покращений штучний інтелект робив більшість дипломатичних функцій марними. Multiplayer Gold Edition був включений в бокс-сет Civilization Chronicles, випущений в 2006 році.

## Доповнення

### Conflicts in Civilization
- Conflicts in Civilization — включає в себе 20 нових сценаріїв: 12 створених творцями гри[5] та 8 вибраних найкращими серед фанатів. У їх числі як історичні (Наполеонівські війни, монгольська навала), так і фантастичні (Третя світова війна 1979-го, вторгнення чужопланетян). Воно також додаває можливості програмування сценаріїв, в тому числі додавати власні тексти. Через помилки програмування пізніше було відключене від гри. Вийшло 1996 року.

### Fantastic Worlds
- Fantastic Worlds — містить нові сценарії, цього разу виключно фантастичні (на тему міфології, колонізації інших планет, вигаданих цивілізацій давнини). Є також деякі сценарії, засновані на інших іграх Microprose, таких як X-COM[en], Master of Orion і Master of Magic[en]. Fantastic Worlds також містить новий редактор сценаріїв, який дозволяє створювати різних юнітів, міські удосконалення, рельєф, технологічні дерева, розміщення тригерів, і інші доповнення, які розширюють можливості гри. Вийшло 1997 року.

## Переробка
Версія гри під назвою Civilization II: Test of Time вийшла у 1999 році. Це самостійне доповнення, що має нові функції для гравця та динамічні кампанії. Зокрема надає вдосокналення графіки, багатокористувацьку гру та нові сценарії, в тому числі фантастичні, які пропонують розвивати свою цивілізацію на інших планетах. Звичайна кампанія отримала доповнення, де після запуску корабля до Альфи Центавра можна продовжити гру. Гравцеві стають доступними нові технології та можливість вести війну з іншопланетянами.

## Нагороди
Computer Gaming World визнав гру як «стратегію року». У 2007 році Civilization II досягла третього місця у списку IGN у «100 найкращих відеоігор всіх часів», a раніше була на 15 місці у 2003 році. У 2012, G4tv присвоїла грі 62-ге місце в переліку топ ігор всіх часів. Польський веб портал Wirtualna Polska дав грі статус найзахопливішої гри, яка «вкрала наше дитинство».